# 御使い
御使い（みつかい、 ヘブライ語: מלאך、ギリシア語: ἄγγελος）は、使者を意味する語であり、キリスト教で主の使いである。日本語訳聖書にはこの語を採用しているものもあり、ここでは、キリスト教の教理、教義、信条、カテキズムに沿った神学上の御使いについて記述する。
他の理解については天使を参照。

## 訳語
『新共同訳聖書』では天使と訳している。
日本ハリストス正教会では天使、神使、神の使い。

## 聖書
聖書において御使いの教理は中心的な教理ではないが、この教理は重要であると認識されている。
御使いは旧約聖書の創世記、エゼキエル書、ダニエル書、新約聖書の福音書、使徒行伝、ヨハネの黙示録、エペソ書など多くの箇所で言及される。
新約聖書のヘブル書1章14節には、「御使いはみな、仕える霊であって、救いの相続者となる人々に仕えるために遣わされたのではありませんか。」（新改訳聖書）と書かれている。またルカによる福音書15章10節にはイエス・キリストが「ひとりの罪人が悔い改めるなら、神の御使いたちに喜びがわき起こるのです。」（新改訳聖書）と語ったと書かれてある。
ルカによる福音書1:26-38には御使いが処女マリアに、聖霊によってイエスをみごもると告げた記事がある。また、ルカによる福音書2:8-2:15には、羊飼いたちに御使いが、「きょうダビデの町で、あなたがたのために、救い主がお生まれになりました。この方こそ主キリストです。」（2:11、新改訳聖書）と告げ、天の万軍が神を賛美し「いと高き所に、栄光が神にあるように。地の上に、平和が、御心にかなう人々にあるように」（2:13-14、新改訳聖書）と言ったと書かれている。これを歌った讃美歌「天には栄え」が知られる。

## カトリック教会
天主のつくり給うたものの中で、最もすぐれたものは天使であって、天使とは人よりも智慧と能力との優れた霊であり、天使は、聖にして、幸福なありさまにつくられたと教えている。しかし、天使のあるものは、天主に忠実であってそのありさまを保ち、あるものは天主に背いて、そのありさまを失い、天主に忠実であった善い天使は、いよいよ聖にせられて天国の幸福を得て、天主に背いた悪い天使は、地獄の罰を受けたのであり、この悪い天使を悪魔と呼んでいる。
善い天使の役割は、常に天主を仰ぎ、天主に仕え、また人間を守護するとされ、その聖書箇所に「天使はことごとく役者となるに霊にして、救霊のよつぎを受くべき人々の為に役者としてつかわさる」（ヘブル1:14）（詩　90:11）（マタイ18:10）があげられる。また守護天使について人ごとに守護の天使があって、善を勧め、悪を避けさせるとし、「我天使をつかわして、汝に先だたせ、途にて汝を守らせ、汝をわが備えし処に導かしめん」（出　23:20-21）（トビア3:25）を根拠にしている。また、 守護の天使に対しては、之を敬い、愛し、その守護を仰ぎ、その勧（すすめ）に従わなければならないとする。

## プロテスタント
ジャン・カルヴァンは『キリスト教綱要』で御使いの役割について教えているが、ローマ・カトリックの教えに批判を加えている。御使いの実在については今日の福音派でも認識されている。マーティン・ロイドジョンズは、選民に対する特別恩寵としての御使いの奉仕に注意をうながしており、神に背いて堕落した悪い御使いである悪霊と良い御使いとの戦いという性質について教え、御使いは人間の救いに大きな関心を持ち、神のご計画がどのように成就していくか見たいと願っていると説明している。自由主義神学（リベラル）では御使いを擬人化ととらえ、その存在を否定することがあるが、福音派の信じる聖書の教理によれば、聖書は全体にわたって、御使いの存在を当然のこととしているのであり、御使いが人格を持った存在であると教えている。尾山令仁は御使いが神とその民に仕える者らであり（ヘブル1:14）、霊的世界における悪霊の働きに対抗して戦い、そのかしらはミカエルであって（ダニエル10:13、21、ユダ9、黙示録12:7）、聖書にもう一人名前が出て来る御使いとしてガブリエルをあげている（ダニエル8:16、9:21、ルカ1:19、26）。
宗教改革者ジャン・カルヴァンは『キリスト教綱要』でキリスト教徒を守るために遣わされる御使いについて教えており、今日の福音派においても、神の御使いとしての人格をもった天使が存在すると考えられている。ただし、カルヴァンは綱要でローマ・カトリックの天使に関する教えについて批判している。自由主義神学（リベラル）では、天使は擬人的表現であるとも捉えられ、天使が実在するとは必ずしも考えられていない。一方、福音派では、聖書は天使の存在を当然としているのであって、人格をもった天使が存在することは聖書の教理であると信じられている。

## 天使崇拝
天使崇拝は、コロサイ2:18、黙示録19:10、22:8-9から偽りの教師の異端的な教えとして否定される。

### 関連文献
- アウグスティヌス『神の国』 岩波文庫
- ジャン・カルヴァン『キリスト教綱要』改革派教会
- トマス・アクィナス『神学大全第44冊』稲垣良典訳、創文社
- 稲垣良典『天使論序説』 講談社学術文庫 ISBN 4061592327
- 奥山実 『悪霊を追い出せ！福音派の危機を克服するために』マルコーシュ・パブリケーション
- 『現代カトリック事典』エンデルレ書店